# Villa Allamel
Villa Allamel è una villa situata a Cernobbio, in provincia di Como, nei pressi di Piazza Castello e dell'attigua Chiesa di San Vincenzo.

## Storia
Originariamente chiamata Villa del Colle, divenne Villa Lejnati, e solo infine Allamel. Si tratta di un complesso sorto per desiderio del barone milanese Stefano de Colli nel 1846, del quale fa parte anche una dépendance il cui accesso è collocato sulla famosa e frequentatissima “riva”, dirimpetto al porticciolo.

## Giardino
Il giardino, fortemente caratterizzato dalla presenza delle decorazioni architettoniche e dall’elegante fronte della villa ospita un faggio ed un cedro, una mimosa ed una magnolia. Qua e là altri arbusti tipici del lago quali lagerstroemia, pittosporo e olea, che sovrastano il cancello di ingresso sulla piazza. Il fronte della villa che si affaccia al lago di Como è rivestito di un vigoroso glicine, che si è impadronito della pergola. Un grazioso rosaio rampicante si adagia sulla pensilina, mentre due tigli esemplari scandiscono la siepe che divide il giardino padronale da quello di pertinenza della dépendance. I vialetti in ghiaietto ed il parapetto a lago in ferro battuto esauriscono la suggestione eclettica del giardino, che si ritrova in altre residenze di villeggiatura situate sul lago. 

## Proprietari
Dopo Stefano de Colli, nel 1875 subentrò un nuovo proprietario, il banchiere Ignazio Lejnati. In questo anno si registrarono interventi di ristrutturazioni e dalla sua morte la villa venne acquistata dalla famiglia Allamel.

## La famiglia Allamel

### Origini
La Famiglia Allamel compare sulla scena cernobbiese nel 1902 con l’apertura della propria tintoria, che nei primi quattro anni di attività conquistò un posto d’onore attraendo una clientela numerosa e di prim’ordine tra gli industriali di Como e altre città. I fratelli Allamel dimostrarono straordinaria attività e intelligenza, invidiabile genialità e propensione ad un fervido lavoro. Infatti, l’impianto iniziale dell’azienda, sebbene non vasto, era attrezzato con strumenti e macchinari all’avanguardia nel campo della chimica e la società veniva classificata come maestra nell’arte tintoria: “l’impianto della piccola tintoria è un vero impianto modello; nulla vi manca di quanto la scienza e la meccanica hanno introdotto di moderno nell’industria tintoria”. Un ennesimo intervento di rilievo fu costituito, nel 1923, dall’installazione nella villa uno straordinario ascensore in ferro battuto e mogano, autentica icona di modernità.

### Mario Allamel
La villa fu di proprietà per decenni del conte Mario Allamel. Discendente di famiglie di industriali (i Clerici e gli Allamel), aveva conservato nella villa le memorie esclusive dell’evoluzione del mondo della tessitura, tintoria e turismo nel comasco, documenti che non è dato sapere in quali luoghi sono stati destinati. Molto ospitale con i cittadini cernobbiesi organizzava di frequente incontri letterari e musicali nel curato giardino con gazebo. Il conte, appassionato d’arte e di storia, aveva collaborato con il sindaco Giulio Isola nelle ricerche di attribuzione dello stile liberty floreale di Villa Bernasconi, situata nel medesimo Comune di Cernobbio. Mario Allamel scomparve alla fine del dicembre 2004, dopo una vita dedicata all’amore per la sua villa, considerata una delle perle del lago di Como.

### Gli eredi
La villa passò in eredità ai nipoti, e fu messa in vendita. Tra questi: uno residente a Milano beneficiava della quota di spettanza maggiore, mentre agli altri sei nipoti abitanti a Parigi e in altre località della Francia spettava la quota minore.

## La tintoria Allamel
La tintoria sorgeva a Cernobbio lungo la strada carrozzabile che conduceva a Maslianico. La posizione era una delle più ridenti per collocazione e opportunità. La scelta della manodopera, la vicinanza di un centro industriale importante, la facilità di comunicazioni furono di centrale importanza nella decisione della scelta. In quattro anni la ditta fece progressi notevoli. Sorta per il solo scopo della seta, andò man mano ampliando il suo campo d’azione ed arrivò, con metodi di impianti moderni, a specializzarsi nella lavorazione della seta, nella tintura, nel finissaggio dello schappe che tuttora viene impiegato su vastissima scala nella fabbricazione delle stoffe seriche. 
Anche nel campo del cotone la ditta iniziò con buona fortuna la sua lavorazione istituendo dal 1905 un reparto speciale per le mercerizzazione dei filati di cotone, con macchine tecnicamente perfette e con un impianto dai criteri moderni. I mercerizzati della ditta furono di tal finezza e brillantezza da concorrere con quelli delle più antiche case d’Italia.
La tintoria Allamel allestì nel Padiglione Centrale dell'Esposizione di Milano del 1906 un piccolo reparto che riproduceva i processi della tintura con vasche, colori, matasse di seta ed operai intenti al lavoro. Proprio in tale occasione Sua Maestà la Regina Madre, Margherita di Savoia, visitò l’allestimento della tintoria.